# Jökulhnjúkur
Jökulhnjúkur är en bergstopp i republiken Island. Den ligger i regionen Norðurland eystra, 230 km nordost om huvudstaden Reykjavík. Toppen på Jökulhnjúkur är 1 189 meter över havet.
Runt Jökulhnjúkur är det mycket glesbefolkat, med 3 invånare per kvadratkilometer. Det finns inga samhällen i närheten. Trakten runt Jökulhnjúkur är permanent täckt av is och snö.